# 모나코의 경제
| 항목                   | 금액         | 기준                     |
| ---------------------- | ------------ | ------------------------ |
| 명목 GDP               | 60억 달러    | 2011년 (세계 은행)       |
| PPP                    | 976만 달러   | 2010년 (CSI 월드 팩트북) |
| 1인당 GDP              | 163,026 달러 | 2012년 (세계 은행)       |
| 1인당 PPP              | 3만 달러     | 2010년 (CSI 월드 팩트북) |
| GDP 대비 공공부채 비율 | -            | -                        |

모나코의 경제에 대해 설명한다.

## 개요
모나코는 지중해의 프랑스 해안에 위치해있는데, 카지노와 쾌적한 기후로 인해 관광객에게 인기가 많다.
공국은 성공적으로 고부가가치,무공해 산업을 다각화하려고 노력했다. 2011년 기준으로 실업율은 0%이다.
경제 개발은 19세기 후반에 프랑스 연결 철도 개통과 함께 카지노를 통해 박차를 가했다. 지금의 모나코 경제는 주로 금융, 상업 및 관광을 위해 개발된다.
낮은 세금은 모나코에 많은 외국 기업을 끌어와 연간 GDP 소득(2011)의 약 75%를 차지하고있다. 관광도 연간 수입의 15% 가까이 차지하고있다.

## 참고
1. ↑  “보관된 사본”. 2013년 12월 1일에 원본 문서에서 보존된 문서. 2013년 12월 8일에 확인함.